# Hrabstwo Potter (Teksas)

Piramida wieku hrabstwa

Hrabstwo Potter – hrabstwo położone w USA w stanie Teksas. Utworzone w 1876 r. Siedzibą hrabstwa jest miasto Amarillo.

## Gospodarka
Chociaż gaz ziemny był wydobywany na tym obszarze przed 1920 rokiem, produkcja ropy naftowej była niewielka aż do końca lat 60. i początku lat 70. XX wieku. W 2017 roku hrabstwo wyprodukowało ponad 530 tys. baryłek ropy naftowej, oraz wydobyło ponad 7 milionów stóp sześciennych gazu.
Większą część hrabstwa zajmują duże rancza bydła, które przynoszą największe zyski w rolnictwie, obecne są także znaczne uprawy pszenicy. 

## Sąsiednie hrabstwa
- Hrabstwo Moore (północ)
- Hrabstwo Hutchinson (północny wschód)
- Hrabstwo Carson (wschód)
- Hrabstwo Armstrong (południowy wschód)
- Hrabstwo Randall (południe)
- Hrabstwo Deaf Smith (południowy zachód)
- Hrabstwo Oldham (zachód)
- Hrabstwo Hartley (północny zachód)

## Miasta
- Amarillo
- Bishop Hills

## Demografia
W 2020 roku 79,4% mieszkańców hrabstwa stanowiła ludność biała (43,2% nie licząc Latynosów), 11,1% to byli czarnoskórzy Amerykanie lub Afroamerykanie, 5,8% miało pochodzenie azjatyckie, 2,1% było rasy mieszanej i 1,4% to rdzenna ludność Ameryki. Latynosi stanowili 39,1% ludności hrabstwa.

## Religia
Większość mieszkańców to ewangelikalni protestanci (głównie baptyści, ale także zielonoświątkowcy, bezdenominacyjni, metodyści, campbellici i kilka mniejszych grup). W 2010 roku Kościół katolicki obejmując 13,1% populacji był drugim co do wielkości związkiem wyznaniowym. Inne religie obejmowały muzułmanów (2,1%), prezbiterian (2,1%), mormonów (1,8%), buddystów (1,1%) i anglikanów (1,0%).